# Högbergsgatan, Stockholm

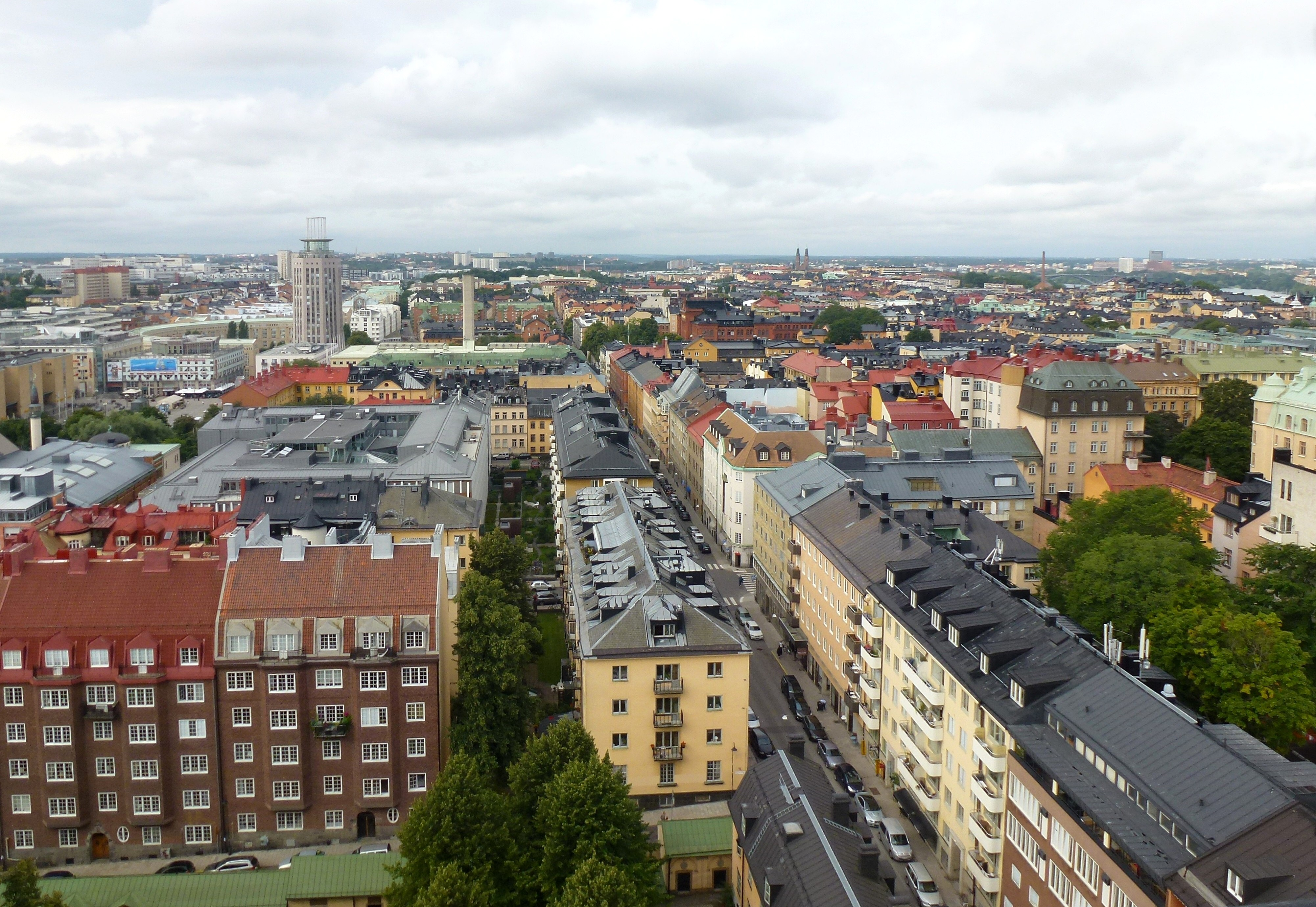
Högbergsgatan, vy mot väst, vy från Katarina kyrkas torn, 2012.

Högbergsgatan är en gata på norra Södermalm i Stockholm. Den sträcker sig från Nytorgsgatan i öst till Rosenlundsgatan i väst och är cirka 1700 meter lång. Det nuvarande namnet fastställdes 1919.

## Namnet
Namnet är terrängbeskrivande och är känt som bland annat Höghe bärga gatan (1647) och Högh bärga gatan (1649). Den vid gatan belägna Katarina kyrka gav upphov till namn som S:te Catharinæ gata (1664) och Sancta Catarina gathun (1670). Gatan var även uppdelad i Maria Högbergsgata och Katarina Högbergsgata. Under en kortare period kallades en del av gatan Henrik Keijsers gata efter boktryckaren Henrik Keyser som hade sin bostad och trädgård här vid 1600-talets mitt.

## Byggnader, fastigheter och verksamheter

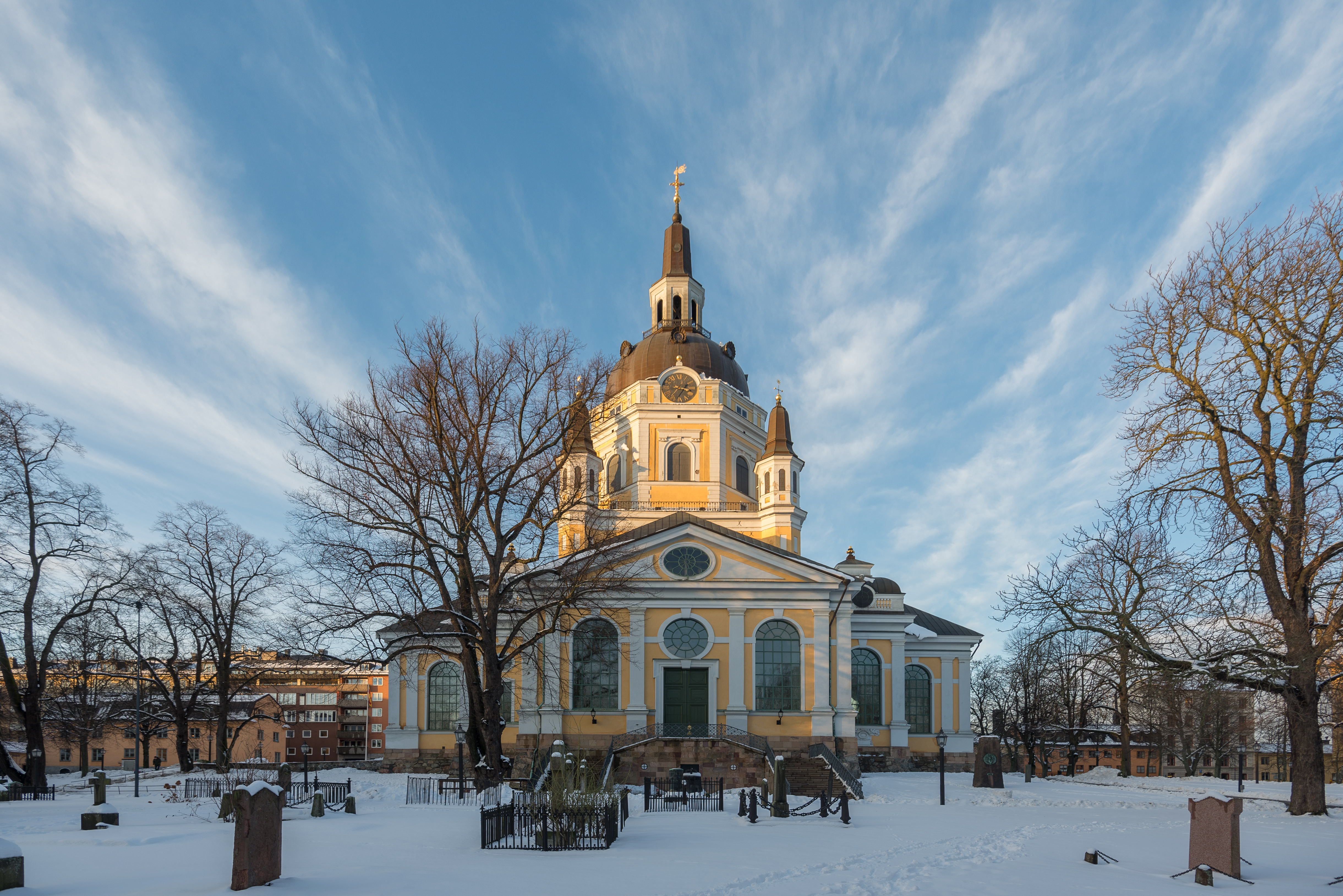
Katarina kyrka, Högbergsgatan 13 och gatans största byggnad.

- Vid Högbergsgatan 14 ligger Drottningen 4, en kulturhistoriskt värdefull fastighet vars första del uppfördes 1755.
- Vid Högbergsgatan 13 ligger Katarina kyrka och Katarina kyrkogård där bland andra Cornelis Vreeswijk,  Anna Lindh och Per Anders Fogelström har fått sin sista vila.
- Vid Högbergsgatan 15-17 står ett bostadshus uppfört 1933-1935, i byggnaden har Katarina församlingshus sina lokaler.
- Vid Högbergsgatan 16  hörnet Katarina kyrkobacke 7 ligger Drottningen 5, en kulturhistoriskt värdefull fastighet, uppfördes för skräddarmästaren Elias Kullman som hyreshus på 1700-talets mitt.
- Vid Högbergsgatan 29 hörnet Kapellgränd 2 ligger Pelarbacken större 30, en kulturhistoriskt värdefull fastighet, där konstnären och musikläraren Josabeth Sjöberg bodde under fem år på 1860-talet.
- Vid Högbergsgatan 31 ligger Andreaskyrkan byggd 1877 efter ritningar av Axel Kumlien och Hjalmar Kumlien.
- I hörnet Repslagargatan / Högbergsgatan låg krogen Noa ark eller Noe ark uppkallad efter Noas ark och känd på 1600-talet. På Petrus Tillaeus karta från 1733 markerat som Romans Noæ ark i dåvarande kvarteret Göta ark (se nuvarande kvarteret Noe ark).
- Vid Högbergsgatan 44 / Kvarngatan 44 ligger fastigheten Nederland Mindre 7, byggt 1852 efter osignerade ritningar. Fasaden mot gatan med skulpturala fönsteromfattningar i kalksten efter ritningar av Andreas Gustaf Sällström 1901.
- Vid Högbergsgatan 52 ligger ett tidigare tingshus som uppfördes 1941–1943 för Södertörns domsaga enligt Karl Karlströms ritningar. Det behöll sin funktion fram till 1993 då Nacka tingsrätt flyttade.[1]
- I hörnet Björngårdsgatan / Högbergsgatan märks Nürnbergs Bryggeris gamla produktionslokaler där det bryggdes öl fram till 1916.

## Bilder

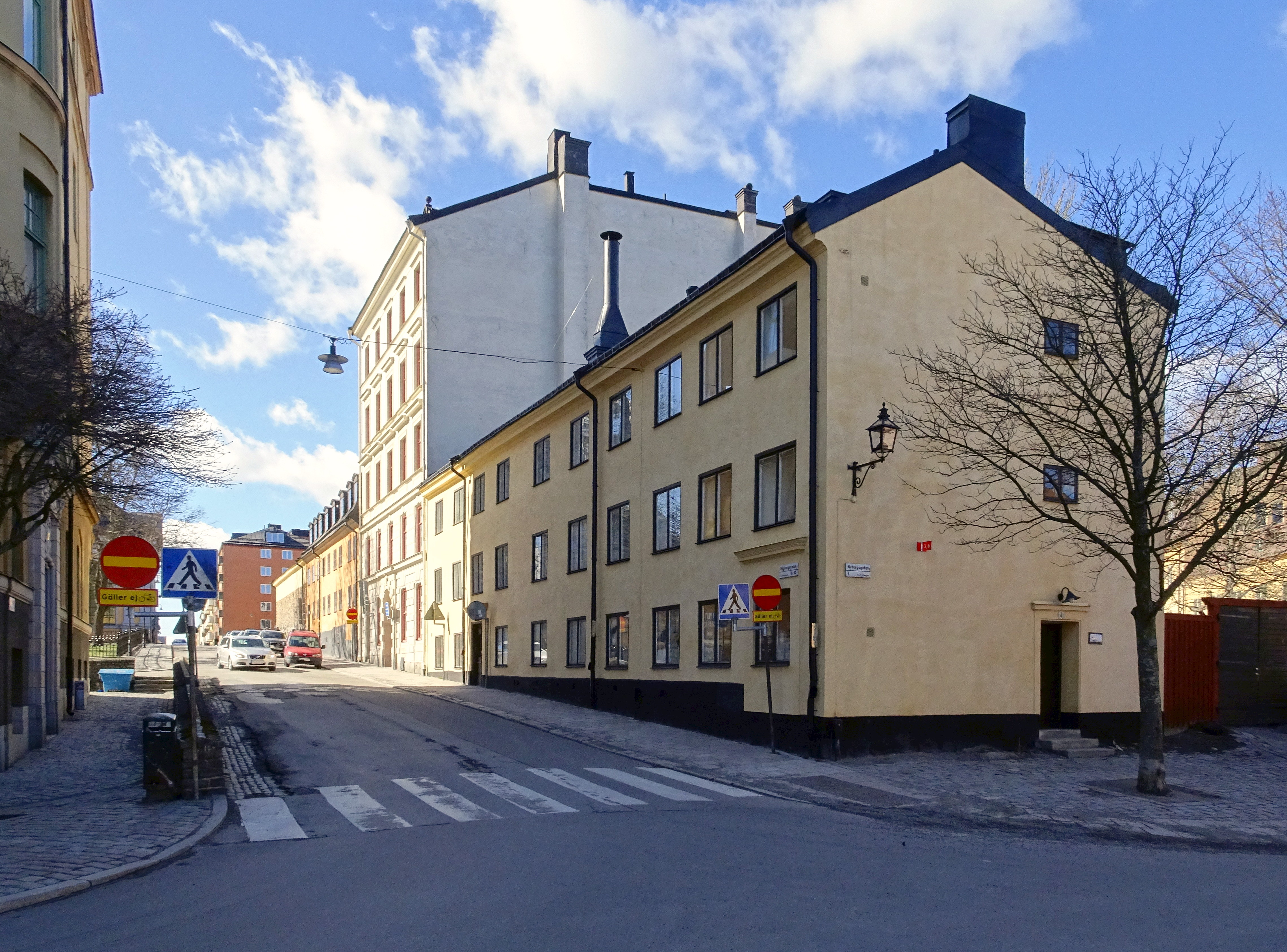
Högbergsgatan 10.
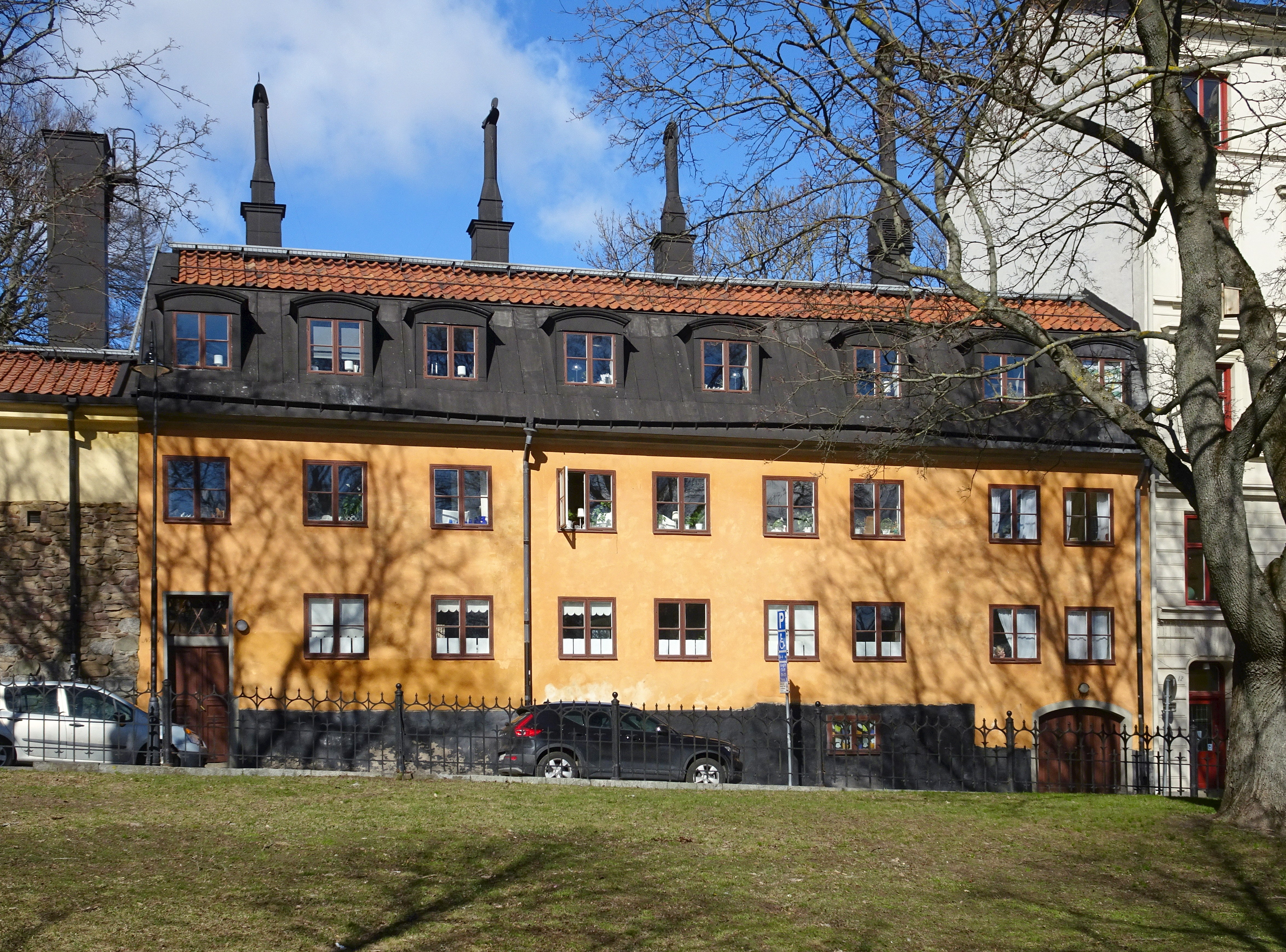
Högbergsgatan 14.
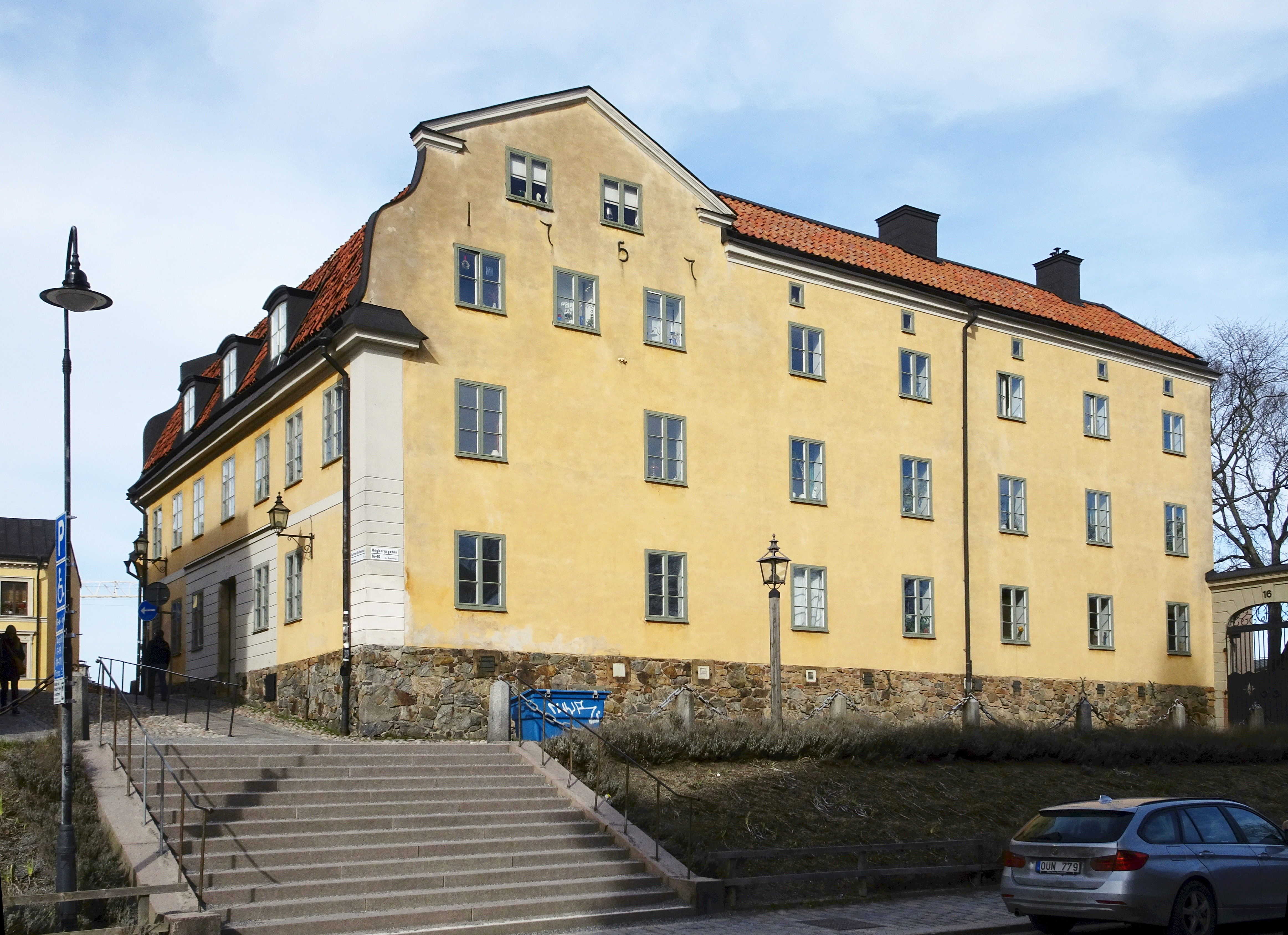
Högbergsgatan 16.
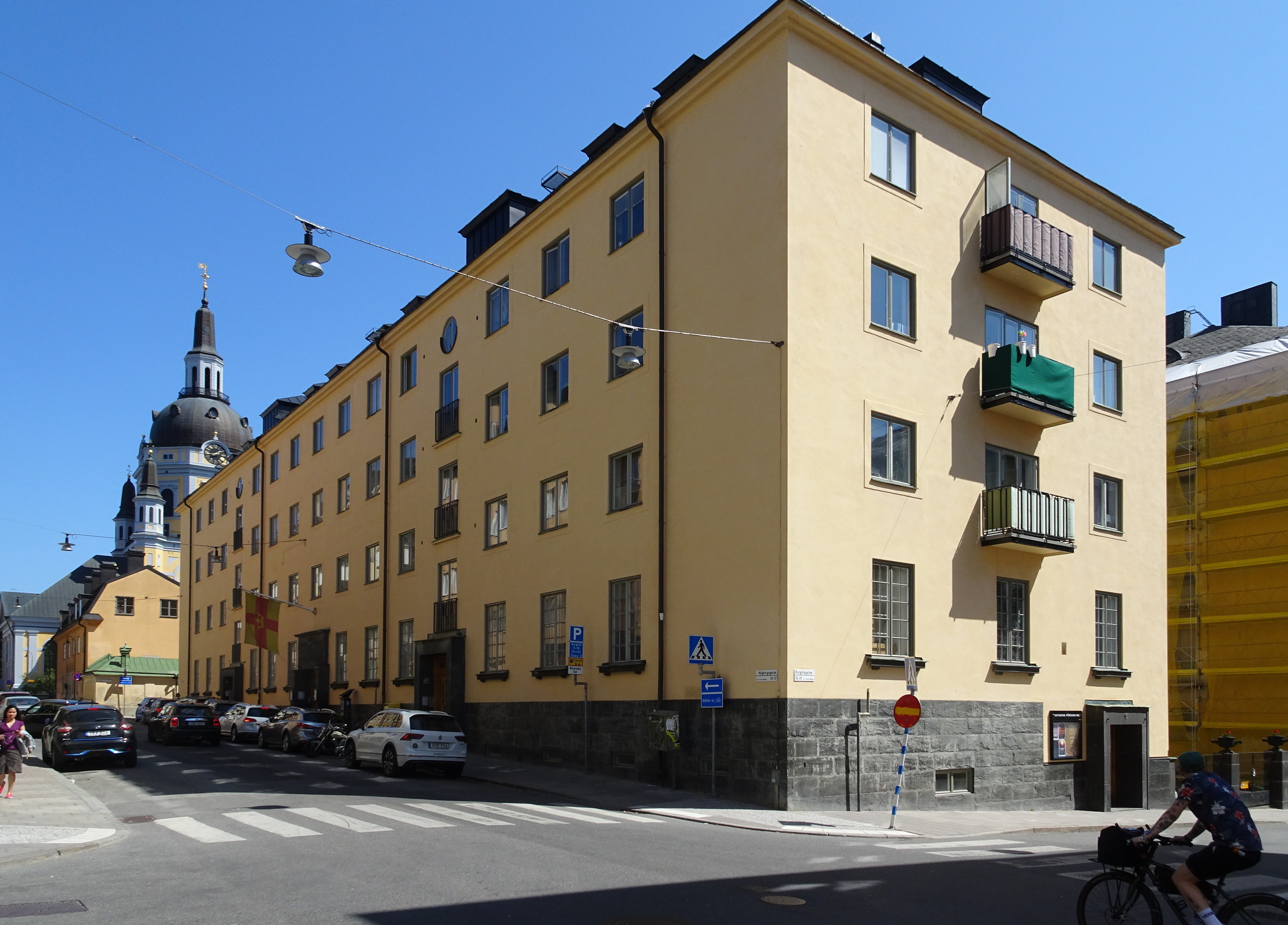
Högbergsgatan 15.
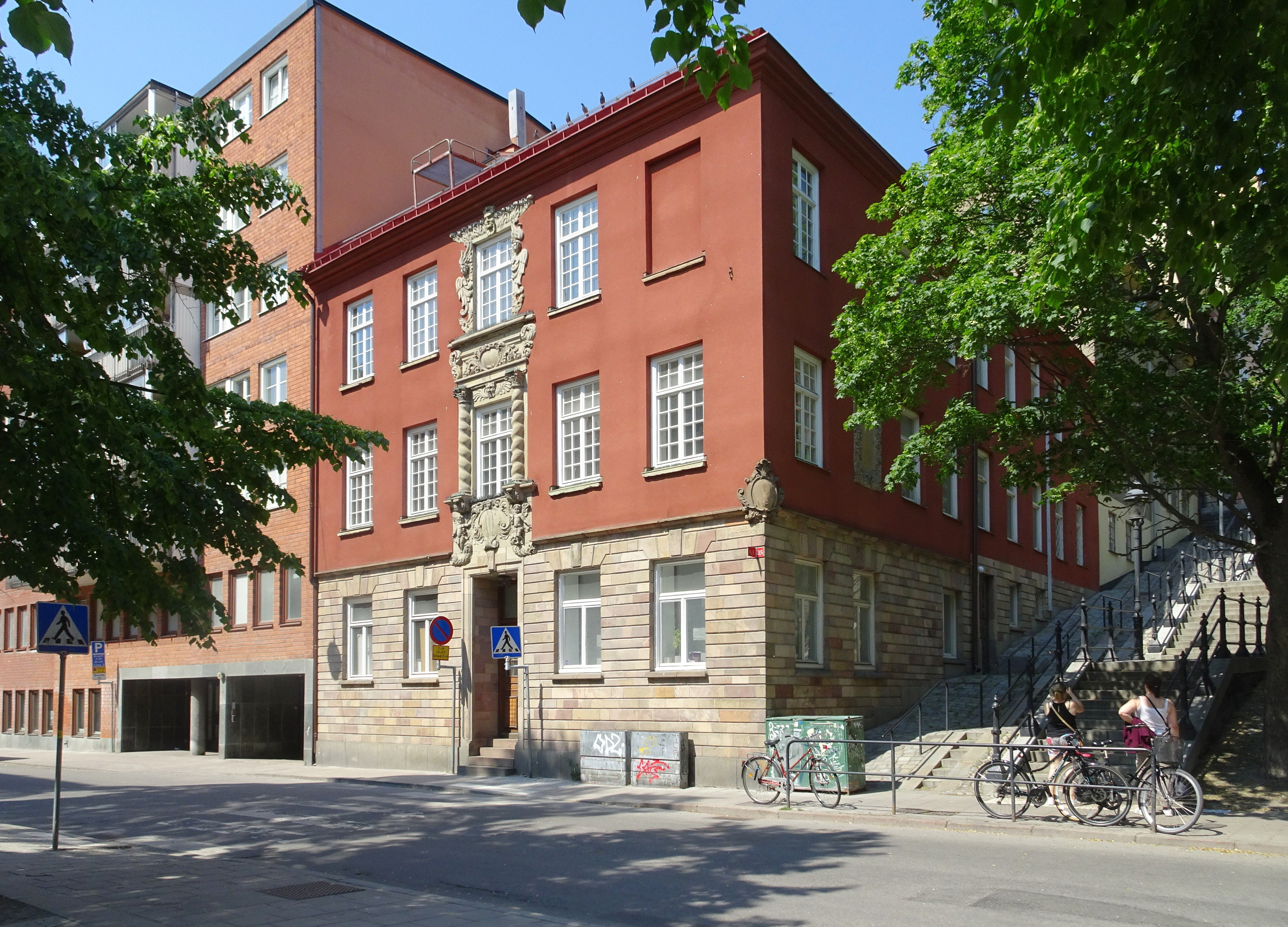
Högbergsgatan 44.